# ブランド総合研究所
株式会社ブランド総合研究所（ブランドそうごうけんきゅうじょ）は、東京都港区虎ノ門に本社を置く、日本の民間調査会社。

## 概要
ブランド総合研究所は、日経BP出身の田中章雄（現・代表取締役社長）によって2005年（平成17年）11月21日に設立された地域ブランドおよび企業ブランドの研究とコンサルティングを行う専門企業。「地域ブランド調査」「SDGs調査」など調査事業のほか、企業・官公庁・自治体などからの受託調査などを実施している。
ロゴマークは英文社名である「Brand Research Institute」のイニシャル「BRI」を図案化したもので、多様な視点から見るという意味から、中央の「R」の字のみを上下逆さまにデザインしている。

## 魅力度ランキング
日本の都道府県および市区町村のイメージについて、全国およそ3万人へのアンケート調査を実施している。結果は毎年秋に「都道府県魅力度ランキング」および「市区町村魅力度ランキング」として発表される。「自治体の通信簿」との異名を持ち、次年度以降の計画や予算編成の参考とする自治体が多い。
都道府県魅力度ランキングでは北海道・東京都・神奈川県・京都府・大阪府・福岡県・沖縄県などが上位をキープする一方、北関東3県（茨城県・栃木県・群馬県）や埼玉県・徳島県・佐賀県などは下位にとどまる状況が続いている。2017年茨城県知事選挙では、魅力度ランキングの低迷が既存の県政に対する批判材料として用いられた。
魅力度ランキングばかりが話題になるが、毎年行っている「地域ブランド調査」の1項目に過ぎない。「地域ブランド調査」は3万人の消費者から、各都道府県と市区町村に対する魅力度の他にも認知度、情報接触度なども聞き、さらに各地域のイメージ（「歴史・文化のまち」など14項目）、情報接触経路（「旅番組」など14項目）、地域コンテンツの認知（「ご当地キャラクター」など17項目）、観光意欲度、居住意欲度、産品の購入意欲度、地域資源の評価（「街並みや魅力的な建造物がある」など17項目）など合計110項目（2019年実績）にわたって広く調査している。
| 順位   | 都道府県名 |
| ------ | ---------- |
| 1      | 北海道     |
| 2      | 京都府     |
| 3      | 沖縄県     |
| 4      | 東京都     |
| 5      | 神奈川県   |
| 6      | 福岡県     |
| 7      | 大阪府     |
| （略） |            |
| 41     | 群馬県     |
| 42     | 徳島県     |
| 43     | 山口県     |
| 44     | 鳥取県     |
| 45     | 茨城県     |
| 46     | 埼玉県     |
| 47     | 佐賀県     |

## 調査を巡る批判
この調査を巡っては以下のように下位の県を中心に批判の声が度々起こっている。また、統計学的観点からの懸念も示されている。一方インターネット上では、魅力度ランキングの発表と合わせて順位の改善に寄与するコンサルティング事業を受注することはマッチポンプではないかとの見方もあるが、研究所側はあくまで評価者は一般の消費者であり、研究所側からの助言が結果に影響することはないと説明した。

### 茨城県
2019年（令和元年）に、令和元年東日本台風（台風19号）による被害に追い打ちをかける形で魅力度ランキング7年連続最下位という結果が判明した茨城県では、県のイメージを損ねるとして県知事の大井川和彦が不快感をあらわにし、研究所側が謝罪する事態となった。元茨城県議会議員の井手義弘は2017年11月13日付けのブログで、回答者の多くが大都市に偏在しており、その回答も個人の主観に基づくもので客観的ではないと指摘している。他方で、マスメディアを通じて話題を呼んでいることから、結果自体は真摯に受け止め、今後情報発信に努めていくと述べた。2019年12月14日、常磐大学で開催された「『自治体魅力度』を徹底的に考えるシンポジウム」では、魅力度という指標の定義づけ・採点方法に対する疑問の声や、最下位という結果に屈辱感を覚えている県民への配慮を求める声が上がった。自治体関係者からは当初の自虐PRに対する反省の弁が述べられ、一方で企業から結果表を購入せざるを得ないという苦しい立場に理解を求めた。住みやすさ・幸福度といった他の調査では比較的上位に位置していることもあり、魅力度調査の結果に過剰反応せず、地域資源にさらなる磨きをかけることが重要との提言がなされた。

### 栃木県
2020年（令和2年）の魅力度ランキングで最下位となった栃木県は、自県の評価者が全体の約3万2000人のうち約600人に留まる点を問題視し、評価人数を増加させ精度を向上させるよう研究所に提言した。

### 群馬県
群馬県では2020年秋に魅力度ランキングの検証チームを群馬県庁内に発足させ、結果を2021年（令和3年）7月15日に発表。単一の質問項目のみに基づく魅力度評価、配点の不自然さ、誤差による順位変動の容易さ、元データを非公開とすることによる説明責任の不履行といった点を問題視した。同年10月12日、県知事の山本一太は記者会見で2021年における順位が44位に後退したことに触れ、評価根拠の不明確なランキングは自県の経済的損失につながるとして、法的措置も含めて検討すると述べた。研究所側は草津温泉を始めとする有力な観光資源を県の魅力度向上につなげるよう活用方法を検討するよう提言し、知事の法的措置発言に対しては言論の自由への圧力、誹謗中傷であると反発した。10月13日、内閣官房副長官の木原誠二は記者会見でこの問題に触れ、日本政府としてのコメントは避けた上で「順位そのものに意味があるとは理解していない」（引用）とし、地方創生に向けて自治体や住民、企業が協力して地域の特色を活かした取り組みを行うことが重要と述べた。